# Corina Marti
Corina Marti – szwajcarska klawesynistka i flecistka.
Studiowała muzykę barokową w Konserwatorium w Lucernie, a następnie muzykę średniowieczną w Schola Cantorum Basiliensis. Koncertowała m.in. z zespołem Hespèrion XXI oraz Arte dei Suonatori. Z polskim lutnistą Michałem Gondko (mężem) założyła zespół La Morra, z którym występowała m.in. na festiwalach muzyki dawnej w Antwerpii, Brugii, Utrechcie, Ratyzbonie i Paradyżu. Zajmuje się także działalnością pedagogiczną. Wykładała na wyższych szkołach muzycznych w Hadze i Tel Awiwie-Jafie, a także w ramach szkół letnich muzyki dawnej oraz kursów mistrzowskich w wielu krajach. Prowadzi klasy fletu i wczesnych instrumentów klawiszowych w Scholi Cantorum Basiliensis (części Akademii Muzycznej w Bazylei oraz Fachhochschule Nordwestschweiz).